# اوتاک-اوتاک
اوتاک-اوتاک (اندونزیایی: Otak-otak) نام نوعی کوفته یا کتلتِ ماهیِ بریانی‌شده‌است که در نشاستهٔ تاپیوکا (نشاسته‌ای که از گیاه مانیوک تهیه می‌شود) و ادویه خوابانده شده‌است.
این غذا در بخش‌های وسیعی از آسیای جنوب شرقی و به ویژه در کشورهای اندونزی، مالزی و سنگاپور طبخ می‌شود. این غذا را یا به صورت تازه و پیچیده‌شده در برگ درخت موز سرو می‌کنند یا می‌توان آن را به صورت یخ‌زده، از فروشگاه‌های مواد غذایی تهیه کرد.
همچنین «اوتاک-اوتاک» را می‌توان به صورت یک پیش‌غذا یا به‌همراه برنج بخارپز و یک غذای اصلی، صرف کرد.

## طرز تهیه
برای طبخ این غذا از «خمیر ماهی» (پورهٔ تخمیرشدهٔ گوشت ماهی) استفاده می‌کنند و در تهیه آن از انواع متفاوتی از ماهی همچون ماهی خال‌خالی (در مالزی)، واهو (در اندونزی)، خامه‌ماهی و ماهی پشت‌بَرگی استفاده می‌شود. ماهی را در نشاسته می‌خوابانند و به آن‌ها ادویه‌هایی چون سیر، موسیر، شیر نارگیل، فلفل، نمک و شکر اضافه می‌کنند.
در کشور اندونزی، علاوه بر موارد فوق، از تخم‌مرغ، پیازچه و ساگو (بجای نشاستهٔ تاپیوکا) هم استفاده می‌کنند. در کشور مالزی، از فلفل تند، زردچوبه و علف لیمو استفاده می‌شود.
سپس مواد آماده‌شده را در برگ درخت موزی که با بخار نرم شده، می‌پیچند و آن را روی آتش کباب کرده یا بخارپز می‌کنند.